# Seewiesenhof
Seewiesenhof, auch Seehof, ist ein Wohnplatz auf der Gemarkung des Creglinger Stadtteils Frauental im Main-Tauber-Kreis im fränkisch geprägten Nordosten Baden-Württembergs.

## Geographie
Der Hof befindet sich etwa 500 Meter nordöstlich des Creglinger Stadtteils Frauental in der Nähe der Gemarkungsgrenze von Baden-Württemberg (Stadt Creglingen) und Bayern (Gemeinde Simmershofen).

## Geschichte
Der Ort kam als Teil der ehemals selbständigen Gemeinde Frauental am 1. Februar 1972 zur Stadt Creglingen.

## Kulturdenkmale
Kulturdenkmale in der Nähe des Wohnplatzes sind in der Liste der Kulturdenkmale in Creglingen verzeichnet.

## Verkehr
Der Ort ist über Wirtschaftswege zu erreichen, die von der K 2875 sowie von der K 2894 abzweigen.